# Шумарь
Шумарь — река в России, протекает во Владимирской области. Устье реки находится в 68 км по левому берегу реки Суворощь. Длина реки составляет 28 км, площадь водосборного бассейна — 212 км².
Исток реки находится в черте микрорайона Нововязники, примыкающего с юга к основной территории города Вязники. Река течёт на юг, протекает деревни Хотиловка, Кузьмино, Глинищи, Каменево, Васенино. В нижнем течении втекает в заболоченный лесной массив (болото Чертово), где делится на два рукава, впадающих в Суворощь в трёх километрах друг от друга.

## Притоки (км от устья)
- 12 км: река Трема (лв)

## Данные водного реестра
По данным государственного водного реестра России относится к Окскому бассейновому округу, водохозяйственный участок реки — Клязьма от города Ковров и до устья, без реки Уводь, речной подбассейн реки — бассейны притоков Оки от Мокши до впадения в Волгу. Речной бассейн реки — Ока.
Код объекта в государственном водном реестре — 09010301112110000033952.